# Coll del Dragó
El Coll del Dragó és una collada situada a 1.558,1 metres d'altitud al límit dels termes comunals de Censà i de Ralleu, tots dos de la comarca del Conflent, a la Catalunya del Nord. És un coll de muntanya situat al sud del terme comunal de Censà, a prop al sud-oest del poble d'aquest nom, i al nord-est del de Ralleu. És a l'extrem nord-oest del Serrat de les Canaletes.